# Antonio Damato

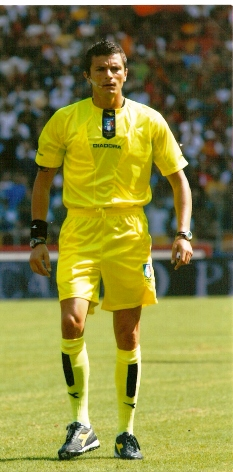
Antonio Damato (2007)

Antonio Damato (* 15. August 1972) ist ein ehemaliger italienischer Fußballschiedsrichter.

## Werdegang
Von Dezember 2006 bis April 2018 leitete Damato insgesamt 193 Ligaspiele in der Serie A.
Von 2010 bis 2016 stand Damato auf der Liste der FIFA-Schiedsrichter und leitete internationale Fußballspiele, darunter vier Spiele in der Europa League, zehn Spiele in der Qualifikation zur Europa League sowie ein Spiel in der Qualifikation zur Champions League, darüber hinaus je ein Spiel in der EM-Qualifikation und ein Spiel in der europäischen WM-Qualifikation. Bei der Europameisterschaft 2016 in Frankreich war Damato Torschiedsrichter im Team von Nicola Rizzoli.
Am 9. Mai 2018 leitete Damato das Finale der Coppa Italia 2017/18 zwischen Juventus Turin und dem AC Mailand (4:0).